# Bractwo Najświętszej Maryi Panny Królowej Korony Polski
 Bractwo Najświętszej Maryi Panny Królowej Korony Polski – jasnogórskie bractwo religijne, które jest kontynuatorem Bractwa Koronacji Najświętszej Maryi Panny Częstochowskiej i Znalezienia Krzyża Świętego zwanego też „Bractwem Matki Bożej Jasnogórskiej”. Powołał je do istnienia papież Klemens XI breve apostolskim Cum sicut atccepimus z dnia 4 kwietnia 1718 z inicjatywy paulinów jasnogórskich, a uroczystego zaprowadzenia Bractwa na Jasnej Górze dokonał biskup krakowski Kazimierz Łubieński w dniu 7 września 1718. Zawieszone przez władze carskie po powstaniu styczniowym, zostało reaktywowane 3 maja 2013. Uroczystością patronalną jest 8 września - dzień święta Narodzenia Najświętszej Maryi Panny i rocznicy koronacji Jasnogórskiego Wizerunku, która miała miejsce w 1717 roku. Opiekunem duchowym jest święty Jan Paweł II, a dewizą jego dywiza papieska Totus Tuus. Charyzmat Bractwa to pierwszosobotnie zawierzenia Niepokalanemu Sercu Maryi Królowej Polski, maryjne dni skupienia na Jasnej Górze oraz rekolekcje prowadzone w parafiach. Przy Bractwie działa grupa osób stanu wolnego, Niespokojni Nadzieją.

## Bractwo Koronacji Najświętszej Maryi Panny Częstochowskiej i Znalezienia Krzyża Świętego
Idea powstania nowego Bractwa na Jasnej Górze zrodziła się przed koronacją Cudownego Obrazu Matki Bożej Częstochowskiej, która miała miejsce 8 września 1717. Podczas obrad kapituły prowincjalnej Zakonu Paulinów podjęto decyzję skierowania prośby do papieża, aby Bractwo zatwierdził. 16 września wybrano delegata Jasnej Góry do Stolicy Apostolskiej o. Wiktora Kraśnickiego OSPPE, który wyjechał na podróż do Rzymu 27 października razem z prokuratorem generalnym Zakonu Paulinów, o. Chryzostomem Koźbiałowiczem OSPPE. Papież Klemens XI przyjął ich 13 stycznia 1718. Za pośrednictwem kard. Annibalego Albaniego, protektora Królestwa Polskiego, delegaci otrzymali breve apostolskie Cum sicut atccepimus... (Jak już akceptowaliśmy) z dnia 4 kwietnia oraz list Omnium saluti... (Wszystkich pozdrawiając). Dokumenty zawierały wykaz odpustów nadawane przez Stolicę Apostolską Bractwu, które miało już realne kształty ideowo-organizacyjne. 28 kwietnia Paulini uzyskali specjalne breve na introdukcję Bractwa pod nazwą: Koronacji Najświętszej Maryi Panny Częstochowskiej i Znalezienia Krzyża Świętego. Nazwa nawiązywała do wezwania bazyliki jasnogórskiej. Z czasem zaczęto je nazywać Bractwem Matki Bożej Jasnogórskiej/Częstochowskiej lub NMP Ukoronowanej na Jasnej Górze.
Biskup krakowski książę Kazimierz Łubieński 27 lipca wydał edykt Universis et singulis... (Wszem i wobec), w którym podał do publicznej wiadomości, że na Jasnej Górze powstało nowe Bractwo i wyznaczył dzień 8 września jako dzień jego uroczystego rozpoczęcia działalności. Zaprosił wiernych i wszystkich biskupów Królestwa Polskiego, Litwy i odległych prowincji państwa do przybycia w tym dniu na Jasną Górę, polecając ogłosić uroczystość z ambon. Fakt zaprowadzenia Bractwa powiązano z 1. rocznicą koronacji Cudownego Obrazu.  Prowincjał Zakonu Paulinów Moszyński przesłał do wszystkich senatorów i magnatów zaproszenie do udziału w rocznicowych uroczystościach, które były drugim etapem jednej uroczystości: rok wcześniej ukoronowano Wizerunek, teraz koroną Matki Najświętszej stać się mieli żywi ludzie. Powszechną praktyką miało się stać to, co wypowiedział biskup Szembek w dniu koronacji: teraz już cały kraj oddany w 1656 roku pod władzę Matki Bożej i cieszący się zaszczytem ukoronowania jego najsławniejszego Wizerunku koronami papieskimi, miał być na zawsze w obliczu Boga i Jego Przenajchwalebniejszej Matki najwdzięczniejszą koroną. Uroczystości rocznicowe trwały od dnia wigilijnego 7 września przez dzień rocznicy i święta Narodzenia NMP przez całą oktawę.
Ceremonie rozpoczęły się 7 września 1718, w wigilię święta Narodzenia NMP. Inaugurowała je uroczysta procesja i powitanie na progu świątyni. Szły w niej najpierw bractwa kościoła Jasnej Góry: różańcowe i Aniołów Stróżów, a za nimi długi szereg osób mających stać się za chwilę członkami nowego Bractwa. Nowa konfrateria ukazała się światu w pięknych szatach i z drogocennym sztandarem Matki Bożej Częstochowskiej. Za Bractwem Ukoronowanej NMP Częstochowskiej i Znalezienia Krzyża Świętego postępował uroczysty korowód pełen najrozmaitszych znaków czci i oddania Matce Bożej. Widać było liczne feretrony, sztandary, najróżniejsze znaki symbolizujące Matkę Jezusa. Za nimi postępowali paulini, magnaci, senatorowie, rycerstwo, a dalej kler z biskupami. Procesja szła wśród śpiewu XII-wiecznego hymnu Omni die dic Mariae, muzyki i huku dział. Śpiewem Każdego dnia głoś moja duszo chwałę Maryi. Jej święta, Jej wspomnienia czcij najpobożniej przywołano, jako wzór nowo powstałego Bractwa, wielką maryjną pobożność królewicza Kazimierza. Kazimierz Jagiellończyk wielbił i naśladował Matkę Najświętszą i sam został święty. Śpiewana pieśń wyrażała te same pragnienia serc członków nowego Bractwa. Ten hymn stanowił ich wspaniałe credo. Ich Bractwo miało być czymś więcej niż pobożnym stowarzyszeniem. Miało świecić przykładem życia i głosić chwałę Maryi, przede wszystkim przez naśladowanie Jej cnót. Kiedy uroczysta procesja przeszła przez bramę triumfalną i weszła do świątyni, rozpoczęły się właściwe uroczystości. Na ich zakończenie biskup krakowski jako pierwszy zapisał się do nowo powstałego Bractwa. Jego śladem poszli wszyscy inni uczestnicy rocznicowych ceremonii.
Bractwo za cel stawiało sobie szerzenie kultu Matki Bożej Królowej Polski wśród pielgrzymów. Członkowie mieli stanowić żywą koronę Matki Bożej. Bycie koroną Maryi miało być zadaniem już nie tylko samych Paulinów, o których podczas uroczystości koronacyjnych mówił biskup Szembek, że czystością życia i wonią cnót są najwdzięczniejszą koroną (...) na głowie Najświętszej Matki i Jej najdroższego Syna. Teraz to zadanie i zaszczyt miały stać się udziałem wszystkich, którzy zapragną być Jej najpiękniejszym diademem: Jej dziećmi, których serca są na obraz Jej Niepokalanego Serca. Zobowiązywali się oni do specjalnych praktyk modlitewnych, apostolstwa i dobroczynności. Nadto mieli przyjmować w gościnę ubogich. Na Jasnej Górze posiadali własny ołtarz, sztandar i strój bracki.
Członkami Bractwa byli najpierw ludzie świeccy czynnie zaangażowani w przygotowania koronacyjne, jak i podczas trwania koronacji. Zapisywali się do niego pątnicy różnych stanów i narodowości: królowie (król August III), biskupi (bp Łubieński), duchowni, zakonnice i wierni. Pomyślny okres dla Bractwa trwał do końca XVIII wieku. W latach 1758-1818 przyjęto do niego łącznie 206 621 osób. W 1762 zgłosiło się najmniej członków, a w 1771 i 1786 nie odnotowano żadnych zgłoszeń. Ostatnie wpisy członków w 1818 nie sugerują definitywnego zaniku Bractwa. Nadal funkcjonowało poprzez udział w liturgicznym życiu Kościoła i działalność społeczną. Członkowie brali udział w pogrzebach ludzi związanych z walkami wyzwoleńczymi: poległych konfederatów barskich, uczestników powstań polskich, zwłaszcza listopadowego i styczniowego. 8 listopada 1864 wydano ukaz kasacyjny cara Aleksandra II, na mocy którego zlikwidowano organizację klasztorną na Jasnej Górze. Klasztor poddano pod władzę ordynariusza i ministra spraw wewnętrznych, zakazano łączności z Rzymem, zniesiono hierarchię zakonną i zlikwidowano nowicjat. Jednak członkowie Bractwa nie zawiesili swojej działalności. W 1890 opublikowali zmodyfikowany Statut, który był też kartą wpisową. Podawali do publicznej wiadomości informacje o mających się odbywać uroczystych nabożeństwach i Mszach Św., np. o nabożeństwie w dniu jubileuszu kapłaństwa św. Piusa X, 18 września 1908.
Kardynał Karol Wojtyła, podczas kazania w uroczystość Matki Bożej Jasnogórskiej, w dniu 26 sierpnia 1967 powiedział: W bieżącym roku wspominamy wymowną rocznicę 250-lecia koronacji Matki Bożej Jasnogórskiej (...). Już  kilkadziesiąt lat później miała zniknąć korona z głowy ostatniego króla Polski. W swojej Opatrzności dał nam Pan Bóg Matkę w obliczu groźnych i niebezpiecznych chwil dla naszego narodu. Tę Matkę ukoronował, żebyśmy w czasach podziału    i okrutnego rozdarcia na trzy części, nie przestali czuć się jedną rodziną. Bractwo pielęgnowało tę jedność rodzinną przez cześć do Matki Bożej Królowej Korony Polski, a w czasach zaborów aktywnie angażowało się w umacnianie ducha niepodległej Polski. Represje zaborców jakie dotknęły członków Bractwa spowodowały w konsekwencji ustanie jego  działalności.

## Zawierzenia Niepokalanemu Sercu Maryi Królowej Polski
Okazją do reaktywowania Bractwa były pierwszosobotnie zawierzenia Niepokalanemu Sercu Maryi Królowej Polski na które od około 2002 roku przyjeżdżało bardzo dużo ludzi z całej Polski. W każdą pierwszą sobotę miesiąca, podczas Mszy Św. o godzinie 18:30 w Kaplicy Cudownego Obrazu, w indywidualnym akcie pielgrzymi zawierzają samych siebie, swoje rodziny, miejsca pracy, parafie, szkoły, samorządy, gminy, powiaty, miasta, wspólnoty, a także swoje trudne, niekiedy wręcz beznadziejne sytuacje życiowe, plany na przyszłość, prośby, o zdrowie, cud uzdrowienia z choroby, o czyjeś nawrócenie, łaskę wiary czy uporządkowanie życia sakramentalnego Niepokalanemu Sercu Maryi Królowej Polski, ufni w słowa Matki Bożej wypowiedziane w Fatimie: Moje Niepokalane Serce zatriumfuje. Na specjalnych aktach zawierzenia, na dużych kartkach A4 wypisują swoje intencje do Matki Bożej Królowej Polski, prosząc Ją o wstawiennictwo w różnych sprawach. Ponieważ z roku na rok wzrastała liczba chętnych oddania się pod opiekę Maryi, zgodnie z życzeniem Ojca Przeora Klasztoru na Jasnej Górze Romana Majewskiego OSPPE trzeba było zająć się tą grupą ludzi. Postanowiono reaktywować Bractwo powstałe w 1718, aby pielgrzymi przy okazji pobytu na Jasnej Górze mieli możliwość formacji i stałej opieki duchowej z ramienia klasztoru.
O tym co się dzieje na Jasnej Górze w pierwsze soboty miesiąca Maria-Emanuela Dziemian napisała książkę Moc zawierzenia wydaną w 2015 przez Polskie Wydawnictwo Encyklopedyczne.

## Bractwo Najświętszej Maryi Panny Królowej Korony Polski
W 2011 roku powstało Bractwo NMP Królowej Korony Polski, którego opiekunem duchowym został o. Albert Szustak OSPPE, a starszą Bractwa została Maria-Emanuela Dziemian, która wcześniej organizowała pierwszosobotnie zawierzenia. Członkowie wspólnoty szerzą kult Matki Bożej Częstochowskiej Królowej Korony Polski w Ojczyźnie i w świecie. Błogosławieństwa nowo powstałemu Bractwu udzielili przeor klasztoru na Jasne Górze o. Roman Majewski OSPPE, abp metropolita częstochowski Wacław Depo (16 maja 2012), generał Zakonu Paulinów o. Izydor Matuszewski OSPPE (24 kwietnia 2013), papież Benedykt XVI (18 lutego 2013) oraz papież Franciszek (21 listopada 2013). Reaktywowano je ustnie 2 kwietnia 2011 podczas dnia skupienia Wspólnoty Zawierzenia Rodzin Niepokalanemu Sercu Maryi Królowej Polski, prowadzonego przez o. Tomasza Góralczyka OSPPE, a oficjalna inauguracja działalności Bractwa nastąpiła 3 maja 2013. 2 czerwca 2012 odbył się drugi dzień skupienia. Bractwo zaczęło organizować cztery razy w roku maryjne dni skupienia na Jasnej Górze oraz prowadzić rekolekcje maryjne w parafiach w całej Polsce. Odbyły się m.in. w Kraśniku (kwiecień 2012), Warszawie (kwiecień 2013), Bydgoszczy (wrzesień 2013), Myślenicach (październik 2013), Toruniu (grudzień 2013), Janowie Lubelskim (maj 2014), Lublinie (czerwiec 2014), Łodzi (wrzesień 2014), Tczewie (październik 2014), Poznaniu (grudzień 2014), Opocznie (grudzień 2014), Piotrkowie Trybunalskim (wrzesień 2015), Bełchatowie (grudzień 2016) i Gorzowie Wielkopolskim (marzec 2017). W Bractwie szerzy się kult Królowej Polski przez tzw. kapliczki, w których znajduje się ryngraf „Reginae Poloniae -Totus Tuus” z wygrawerowanym na odwrocie Aktem Zawierzenia. Kapliczki te nawiedzają rodziny pragnące wybłagać dla siebie łaski za wstawiennictwem Matki Bożej Królowej Polski. Organizuje się czuwania nocne na Jasnej Górze 3 maja i 8 września oraz pielgrzymki. Członkowie propagują duchowość maryjną św. Ludwika Marii Grignion de Montforta: całkowitego oddania się w niewolę miłości Jezusowi Chrystusowi przez Maryję można dokonać na Jasnej Górze po 33-dniowym przygotowaniu (5 listopada - 8 grudnia). Rozpowszechniają pomoce do rozkrzewiania kultu Niepokalanego Serca Maryi Królowej Polski, a więc obrazki z Aktem Zawierzenia, akty zwierzenia: indywidualne, rodziny, parafii, firmy, samorządów, jak również kapliczki ryngrafy „Reginae Poloniae -Totus Tuus” oraz małe ryngrafy Matki Bożej Jasnogórskiej i inne pamiątki. Można je nabyć osobiście w biurze Bractwa na ul. Klasztornej w murach Jasnej Góry (naprzeciw kaplicy św. Józefa). W lipcu 2013 powstała strona na Facebooku. Od kwietnia 2016 funkcjonuje kanał na YouTube. 3 maja 2016 na Jasnej Górze odbył się akt ustanowienia Marii-Emanueli Dziemian dla posługi miłosierdzia w Bractwie przez złożenie ślubów czystości, ubóstwa, posłuszeństwa na ręce abp Wacława Depo. 23 października 2017 decyzją generała zakonu Ojców Paulinów o. Arnolda Chrapkowskiego OSPPE, dotychczasowego opiekuna duchowego Bractwa o. Alberta Szustaka OSPPE zastąpił o. dr Roman Wit OSPPE, co ogłoszono podczas spotkania 4 listopada 2017. Od 6 stycznia 2018 rozpoczęto dziewięciomiesięczną nowennę przygotowującą do uroczystości obchodów 300-lecia Bractwa. Rozważania przegotowujące do uroczystości prowadził o. Kazimierz Maniecki OSPPE, Definitor Generalny Zakonu Paulinów. Wrześniowym zawierzeniem, 1 września rozpoczęto Jubileusz. Mszy Świętej przewodniczył o. Arnold Chrapkowski OSPPE, generał Zakonu Paulinów, a homilię wygłosił przeor klasztoru na Jasnej Górze o. Marian Waligóra OSPPE. Przy powitaniu generał zakonu zachęcał, aby członkowie Bractwa potrafili odczytać znaki czasu, aby w zmienionej rzeczywistości, w innych warunkach zewnętrznych, umieli szerzyć kult Najświętszej Maryi Panny Królowej Polski, natomiast przeor klasztoru powiedział w homilii: Dobrze, że Bractwo Najświętszej Maryi Panny Królowej Korony Polski odradza się. Po latach bycia w cieniu staje się ono teraz, jak sami to widzimy, wspaniałym narzędziem, motorem pobudzającym nas do tego, byśmy nasze różne sprawy osobiste, a szczególnie nasze rodzinne zmagania zanurzali w pełnym miłości sercu Maryi. To jest talent włożony faktycznie w nasze ręce, pomnażajmy ten talent. W dniach 6-8 września odbyły się Rekolekcje Jubileuszowe poprowadzone przez ks. bp dr Andrzeja Przybylskiego, który podczas homilii 8 września podkreślał, że podstawowym celem Bractwa jest głosić innym cześć Boga i cześć Maryi, kultywować w Ojczyźnie prawdę o zbawczej mocy Jezusa i prawdę o tej wyjątkowej roli Matki Najświętszej. Na Mszy Jubileuszowej nastąpiło uroczyste przyjęcie nowych członków Bractwa, poświęcenie i nałożenie płaszczy brackich, poświęcenie sztandaru Bractwa oraz feretronu. Odmówiony został również po raz pierwszy Akt Zawierzenia Bractwa Niepokalanemu Sercu Maryi Królowej Polski. W latach 2013-2018 zapisało się do Bractwa ponad 500 osób.

## Niespokojni Nadzieją
Niespokojni Nadzieją to grupa osób stanu wolnego, nazywana biurem matrymonialnym Bractwa NMP Królowej Korony Polski. Nazwę zaproponował podejmujący patronat nad tym dziełem abp metropolita częstochowski Wacław Depo, powołując się na słowa św. Jana Pawła II z adhortacji apostolskiej Ecclesia in Europa: Maryjo, Matko nadziei, bądź z nami na naszych drogach. Członkowie, pragnąc obecności Matki Bożej w swoim życiu pozwalają prowadzić się Maryi na drodze ku realizacji swojego powołania do zawarcia sakramentalnego związku małżeńskiego oraz założenia rodziny na fundamentach wiary katolickiej. Dlatego do wspólnoty mogą należeć osoby, które nie są wdowami czy wdowcami, nie mają także stwierdzonego nieważnie zawartego sakramentu małżeństwa, nie są po związkach niesakramentalnych, nie mają dzieci. Celem wspólnoty jest pomóc tym osobom spotkać drugiego człowieka, z którym pragną spędzić swoje życie. Grupa jest skierowana dla panien w wieku od 25 do 40 lat, a także kawalerów w wieku od 25 do 45 lat.
Spotkania duchowo-integracyjne są w każdą pierwszą sobotę miesiąca w Domu Pielgrzyma na Jasnej Górze, które kończą się Mszą Św. z aktem zawierzenia Matce Bożej. Organizowane są rekolekcje z piknikiem i zabawą poznawczą, a także bale: andrzejkowy, sylwestrowy i karnawałowy, w których programie jest czas na formację duchową, na poznanie się przez tzw. szybkie randki, zabawę całonocną, które kończą się Mszą Świętą. Pierwszy bal odbył się z okazji Sylwestra 2014. Organizuje się też pielgrzymki do różnych miejsc świętych, a także spotkania mające na celu rozwój swoich pasji, poznanie piękna Ojczyzny (góry, kajaki). Opiekę duchową sprawują nad uczestnikami ojciec duchowy oraz formatorzy.
W latach 2014-2018 zostało zawartych około trzydziestu małżeństw oraz narodziło się kilkoro dzieci. W dniach 16-17 czerwca 2018 odbyły się pierwsze ogólnopolskie rekolekcje dla osób stanu wolnego poszukujących męża lub żony Nazwał rzecz po imieniu, poprowadzone przez ks. dr Piotra Pawlukiewicza, a 13 października 2018 został zorganizowany pierwszy dzień skupienia dla nowo zawartych małżeństw i ich dzieci.

## Maryjne dni skupienia na Jasnej Górze
| Lp. | Data rekolekcji             | Rekolekcjonista                     | Temat, uwagi |
| --- | --------------------------- | ----------------------------------- | --- |
| 1.  | 30 sierpnia–1 września 2012 | o. Albert Szustak OSPPE             | Maryja w misterium Kościoła |
| 2.  | 30 listopada-2 grudnia 2012 | o. Marcin Ciechanowski OSPPE        | Maryja Uzdrowienie Chorych |
| 3.  | 1-3 marca 2013              | o. Marcin Ciechanowski OSPPE        | Maryja Uzdrowienie Chorych – Uzdrowienie międzypokoleniowe |
| 4.  | 19-21 lipca 2013            | o. Edmund Szaniawski MIC            | Z Maryją w walce duchowej |
| 5.  | 6-8 września 2013           | ks. Marcin Hołuj                    | Maryja Uzdrowienie Chorych Miały być poprowadzone przez ks. dr hab. Aleksandra Posackiego SJ. |
| 6.  | 6-8 grudnia 2013            | ks. Marcin Hołuj                    | Maryja – Matka Pięknej Miłości |
| 7.  | 28 lutego-2 marca 2014      | ks. Rafał Dudała                    | Maryja Uzdrowienie Chorych – Moc Sakramentów Świętych w uzdrowieniu wewnętrznym i uwolnieniu |
| 8.  | 30 maja–1 czerwca 2014      | ks. Jan Reczek                      | Maryja Uzdrowienie Chorych – Dar spotkania, uzdrowienia, uwielbienia |
| 9.  | 5-7 września 2014           | ks. prof. dr hab. Andrzej Zwoliński | Jan Paweł II – Syn Maryi |
| 10. | 5-7 grudnia 2014            | ks. Grzegorz Daroszewski            | Rola Maryi w dziele uwalniania |
| 11. | 27 lutego–1 marca 2015      | o. Melchior Królik OSPPE            | Skuteczność zawierzenia Matce Bożej Królowej Polski Miały być poprowadzone przez o. Edmunda Szaniawskiego MIC. |
| 12. | 29 kwietnia 2015            | o. Jan Chrzciciel Bashobora         | Maryja – Oblubienica Ducha Świętego Uczestniczyło ponad 1200 osób. W dniach 29-31 maja 2015 miały się odbyć rekolekcje poprowadzone przez ks. prof. dr hab. Waldemara Chrostowskiego. Zostały odwołane. |
| 13. | 28-30 sierpnia 2015         | o. dr hab. Józef Augustyn SJ        | Maryja najpiękniejszym wzorem medytacji Słowa Bożego i walki wewnętrznej |
| 14. | 27-29 listopada 2015        | ks. Zbigniew Kapłański              | Wolność ukochana przez Maryję. Sztuka odnajdywania woli Bożej |
| 15. | 17-20 marca 2016            | ks. Piotr Glas                      | Maryja najbezpieczniejszym schronieniem i najpotężniejszym orężem w walce przeciwko królestwu ciemności. Uczestniczyło ponad 700 osób. |
| 16. | 25-27 listopada 2016        | ks. Paweł Zawadzki SAC              | Ciepło miłosierdzia w Niepokalanym Sercu Maryi W dniach 27-29 maja 2016 miały się odbyć rekolekcje poprowadzone przez o. Melchiora Królika OSPPE. Zostały odwołane. |
| 17. | 26-28 maja 2017             | o. Maksymilian Stępień OSPPE        | Zwycięska Królowa Maryja – tarcza i niezawodna nadzieja, która owocnie zanosi Boga innym ludziom |
| 18. | 24-26 listopada 2017        | o. Melchior Królik OSPPE            | Królowa o Sercu Matki W dniach 25-27 sierpnia 2017 miały się odbyć rekolekcje poprowadzone przez o. Melchiora Królika OSPPE. Zostały odwołane. |
| 19. | 23-25 lutego 2018           | ks. dr Marek Wochna                 | Poznać Boga, zaufać Bogu, kochać Boga |
| 20. | 8-10 czerwca 2018           | o. Enrique Porcu                    | Duch Święty zstąpi na Ciebie i moc Najwyższego osłoni Cię Uczestniczyło ponad 200 osób. |
| 21. | 6-8 września 2018           | ks. bp dr Andrzej Przybylski        | Odnowić życie przez Niepokalaną – Królową Polski Jubileuszowe Rekolekcje z okazji 300-lecia powstania Bractwa. Podczas uroczystej Eucharystii 8 września nastąpiło przyjęcie nowych członków Bractwa, poświęcenie i nałożenie płaszczy brackich, poświęcenie sztandaru Bractwa oraz feretronu. Odmówiony został Akt Zawierzenia Bractwa Niepokalanemu Sercu Maryi Królowej Polski. |
| 22. | 23-25 listopada 2018        | ks. prof. dr hab. Tadeusz Guz       | Rola Maryi w kształtowaniu Narodu Polskiego |

## Obowiązki członków Bractwa
Członkowie Bractwa Najświętszej Maryi Panny Królowej Korony Polski otrzymują legitymacje, stroje brackie i symboliczne znaczki przynależności do wspólnoty. Są zobowiązani do:
- praktykowania nabożeństwa pierwszych sobót miesiąca
- codziennego odmawiania jednej cząstki różańca w intencjach: Niepokalanego Serca Maryi Królowej Polski, członków Bractwa, Ojca Świętego, Kościoła i Polski, Jasnej Góry, ojców i braci paulinów oraz pielgrzymów jasnogórskich i o nawrócenie grzeszników
- codziennego odmawiania Aktu zawierzenia Niepokalanemu Sercu Maryi Królowej Polski (2 października 2008  modlitwa ta otrzymała imprimatur częstochowskiego biskupa pomocniczego Jana Wątroby)
- szerzenia czci i kultu Niepokalanego Serca Maryi Królowej Polski
- częstego udziału w życiu sakramentalnym oraz pogłębienia swojej więzi z Maryją Królową Polski i życia Jej cnotami w jedności z Jej Sercem
- w miarę możliwości częstej adoracji Najświętszego Sakramentu w intencjach Maryi Królowej Polski, o triumf Jej Niepokalanego Serca w Polsce i na świecie
- raz w miesiącu do ofiarowania jednego dnia dobrowolnego postu lub wyrzeczenia w intencjach Maryi Królowej Polski, nawrócenia grzeszników i zadośćuczynienia za grzechy, które obrażają Jej Niepokalane Serce